# Comuna Mareanivka, Hrebinka
Mareanivka (în ucraineană Мар'янівка) este o comună în raionul Hrebinka, regiunea Poltava, Ucraina, formată din satele Mareanivka (reședința) și Novodar.

## Demografie
Componența lingvistică a comunei Mareanivka
     Ucraineană (95,36%)
     Rusă (2,4%)
     Alte limbi (0,45%)
Conform recensământului din 2001, majoritatea populației comunei Mareanivka era vorbitoare de ucraineană (95,36%), existând în minoritate și vorbitori de rusă (2,4%) și armeană (1,05%).